# Gruppi Sportivi Fiamme Gialle
I Gruppi Sportivi Fiamme Gialle sono la struttura della Guardia di Finanza che si occupa dell'attività sportiva sia nell'ambito militare sia in quello delle gare civili.
L'attività delle Fiamme Gialle si esplica in 12 differenti discipline sportive: atletica leggera, judo, karate, nuoto, tuffi, tiro a segno, scherma, canottaggio, canoa/kayak, vela, pattinaggio su ghiaccio e sport invernali (sci alpino, sci di fondo, salto con gli sci, bob, biathlon, curling).
Come per gli altri gruppi sportivi delle Forze armate, le Fiamme Gialle danno la possibilità ad un atleta di discipline meno note e sponsorizzate di diventare un professionista a carico dello stato, ossia atleta di stato.

## Storia

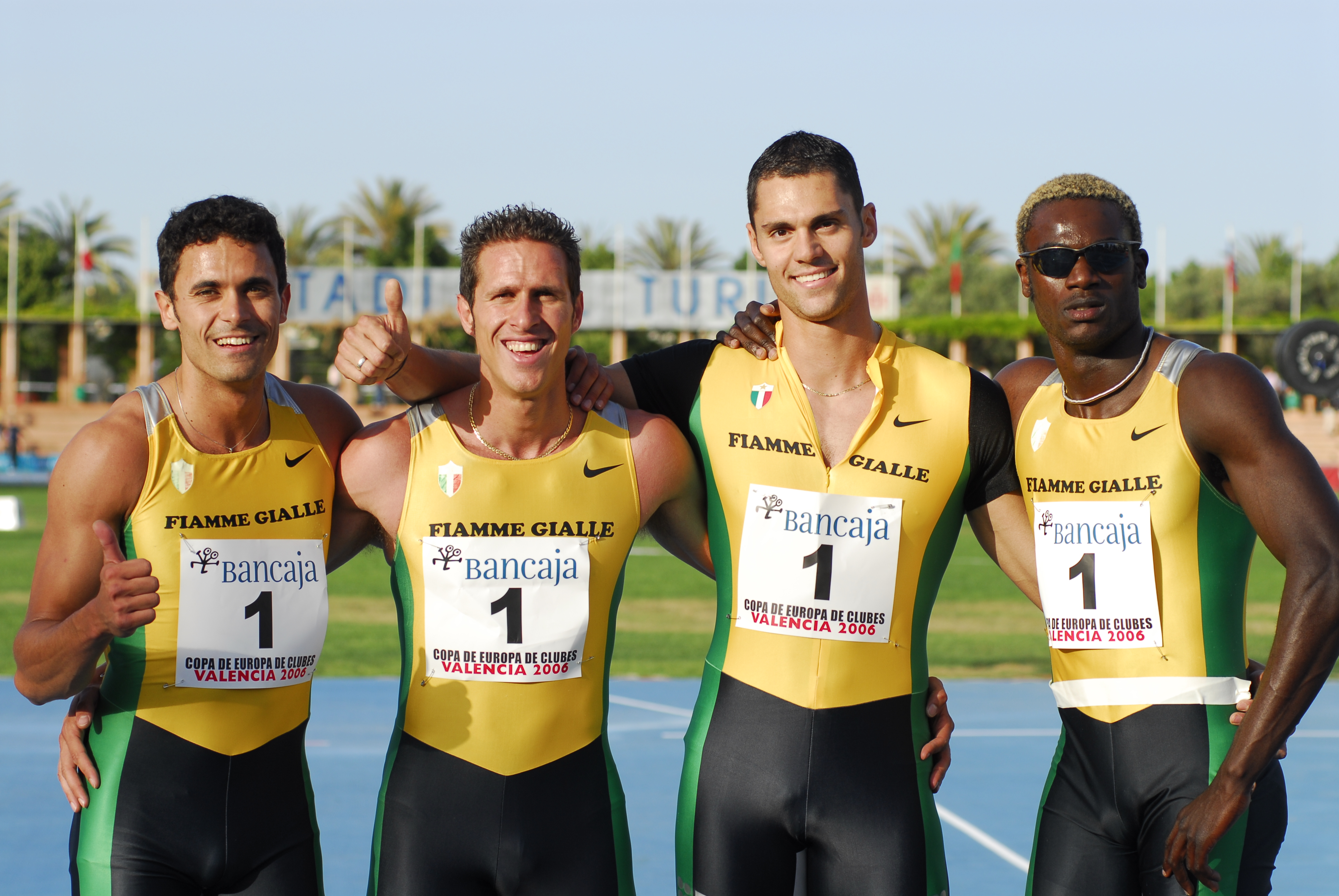
Una staffetta 4×100 metri delle Fiamme Gialle (Stefano Dacastello, Massimiliano Donati, Stefano Anceschi e Koura Kaba Fantoni)

La prima apparizione della Guardia di Finanza nel contesto delle gare sportive risale al 1911, con la partecipazione di una squadra alle gare di ginnastica organizzate a Torino per il cinquantenario dell'Unità d'Italia, ma in effetti la prima struttura organizzata, di fatto il nucleo originario delle Fiamme Gialle, venne creata nel 1921 per partecipare ad una gara di marcia, il Trofeo Scudo Nelli, che si aggiudicò definitivamente dopo tre successi nel 1922, 1925 e 1928.
Negli anni successivi l'attività venne ampliata con la costituzione di diversi gruppi sportivi, primo dei quali fu il Gruppo Sciatori, fondato nel 1925 presso la "Scuola alpina della Guardia di Finanza" di Predazzo (in provincia di Trento), gruppo divenuto famoso come le Fiamme Gialle di Predazzo.
Altri gruppi sportivi seguirono poco a poco per i diversi sport:
- Atletica leggera, a Roma nel 1930;
- Canottaggio e canoa a Gaeta rispettivamente nel 1953 e 1954;
- Judo nel 1965, sport che veniva però praticato precedentemente a livello di addestramento militare, come del resto il karate, la cui affiliazione alla federazione nazionale è del 1974;
- Nuoto nel 1982;
- Vela nel 1985;
- Risalgono invece agli Anni 1990 i gruppi sportivi di scherma e pattinaggio.

Nel 2001 entrano le prime atlete femminili, tra cui Isolde Kostner nello sci alpino.

## Organizzazione e impianti
Come ogni Corpo dello Stato, anche la Guardia di Finanza è impegnata nel rappresentare la Nazione anche attraverso l'attività sportiva agonistica attraverso l'Ente denominato Gruppi Sportivi Fiamme Gialle, sia in campo sportivo militare, che civile.

Tale attività affonda le radici dal 1911, anno in cui una rappresentanza di Finanzieri prese parte alle manifestazioni sportive a margine delle celebrazioni per il cinquantenario dell'Unità d'Italia.

Tale Reparto ha recentemente stipulato una intesa con il CONI concernente un impegno quadriennale di reciproca collaborazione.

Le Fiamme Gialle vantano tra Giochi olimpici estivi e invernali un totale di 44 medaglie di cui 17 ori, 10 argenti, 17 bronzi.

L'attività del Gruppo abbraccia ben tredici discipline, praticate presso 5 diversi nuclei:
- 1º nucleo atleti: atletica leggera;
- 2º nucleo atleti: judo, karate, nuoto, tiro a segno, scherma;
- 3º nucleo atleti: canottaggio e canoa/kayak;
- 4º nucleo atleti: vela;
- 5º nucleo atleti: sport invernali e pattinaggio su ghiaccio.

Questi nuclei si avvalgono per la loro attività sportiva di quattro moderne strutture ubicate nel Lazio e nel Trentino:
- Centro sportivo di Castel Porziano, sede delle attività del 1º e del 2º nucleo atleti[7]
- Caserma "Salvatore Spiridigliozzi" di Sabaudia, già Casa del Fascio in epoca fascista, sede delle attività del 3º nucleo atleti, prospiciente il lago di Sabaudia[8]
- Centro sportivo di Gaeta, sede delle attività del 4º Nucleo atleti[9]
- Scuola alpina di Predazzo, sede sia delle attività del 5º Nucleo atleti,[9] che delle attività addestrative del personale della Guardia di Finanza da impiegare in un Reparto alpestre del Corpo, ovvero una delle 23 stazioni del Soccorso Alpino della Guardia di Finanza (SAGF), dislocate sull'intero arco alpino e a L'Aquila per attività di soccorso alpino, elisoccorso, con sciatori e rocciatori.